# Карлі Галліксон
Карлі Галліксон (англ. Carly Gullickson) —  американська тенісистка, переможниця Відкритого чемпіонату США в міксті.
Відкритий чемпіонат США 2009 року Галліксон виграла зовсім несподівано, разом і Тревісом Перроттом. Пара склалася уже в ході турніру, Галліксон збиралася грати з Радживом Рамом, ні Галліксон, ні Перрот до того не мали особливих досягнень. 

## Фінали турнірів Великого шолома

### Мікст
| Результат | Рік  | Турнір  | Поверхня | Партнер        | Супротивники           | Рахунок  |
| --------- | ---- | ------- | -------- | -------------- | ---------------------- | -------- |
| Перемога  | 2009 | US Open | Хард     | Тревіс Перротт | Кара Блек Леандер Паес | 6–2, 6–4 |

## Зовнішні посилання
- Досьє на сайті WTA [Архівовано 5 серпня 2018 у Wayback Machine.]

## Виноски
1. ↑  Player Profile // WTA website
2. ↑  Archived copy. Архів оригіналу за 10 вересня 2009. Процитовано 11 вересня 2009. {{cite web}}: Cite має пустий невідомий параметр: |df= (довідка)Обслуговування CS1: Сторінки з текстом «archived copy» як значення параметру title (посилання)

| Тенісист | Це незавершена стаття про тенісиста чи тенісистку. Ви можете допомогти проєкту, виправивши або дописавши її. |